# Stenomonema tenella
Stenomonema tenella är en fjärilsart som beskrevs av Walter Karl Johann Roepke 1944. Stenomonema tenella ingår i släktet Stenomonema och familjen snigelspinnare. Inga underarter finns listade i Catalogue of Life.